# Erioptera rogersi
Erioptera rogersi är en tvåvingeart som beskrevs av Alexander 1923. Erioptera rogersi ingår i släktet Erioptera och familjen småharkrankar.
Artens utbredningsområde är Taiwan. Inga underarter finns listade i Catalogue of Life.